# Les Barjots
Pour les articles homonymes, voir Barjot.
Les Barjots est le surnom de l'Équipe de France masculine de handball entre 1993 et 1996 ou, par extension si on inclut Les Bronzés, entre 1992 et 1996.
Elle symbolise notamment une génération à qui le sport professionnel, en plein essor, n'a rien enlevé de l'esprit amateur. Les joueurs de Daniel Costantini ont ainsi donné à la France sa première médaille olympique dans une compétition internationale de handball et également le premier titre mondial à la France en sport collectif en 1995.
| Compétition            | Résultat  |
| ---------------------- | --------- |
| JO 1992 (Détails)      | Bronze    |
| Mondial 1993 (Détails) | Finaliste |
| Euro 1994 (Détails)    | 6e place  |
| Goodwill Games 1994    | Vainqueur |
| Mondial 1995 (Détails) | Vainqueur |
| World Cup 1996 (de)    | Bronze    |
| Euro 1996 (Détails)    | 7e place  |
| JO 1996 (Détails)      | 4e place  |

## Les prémices

### Du mondial C aux JO

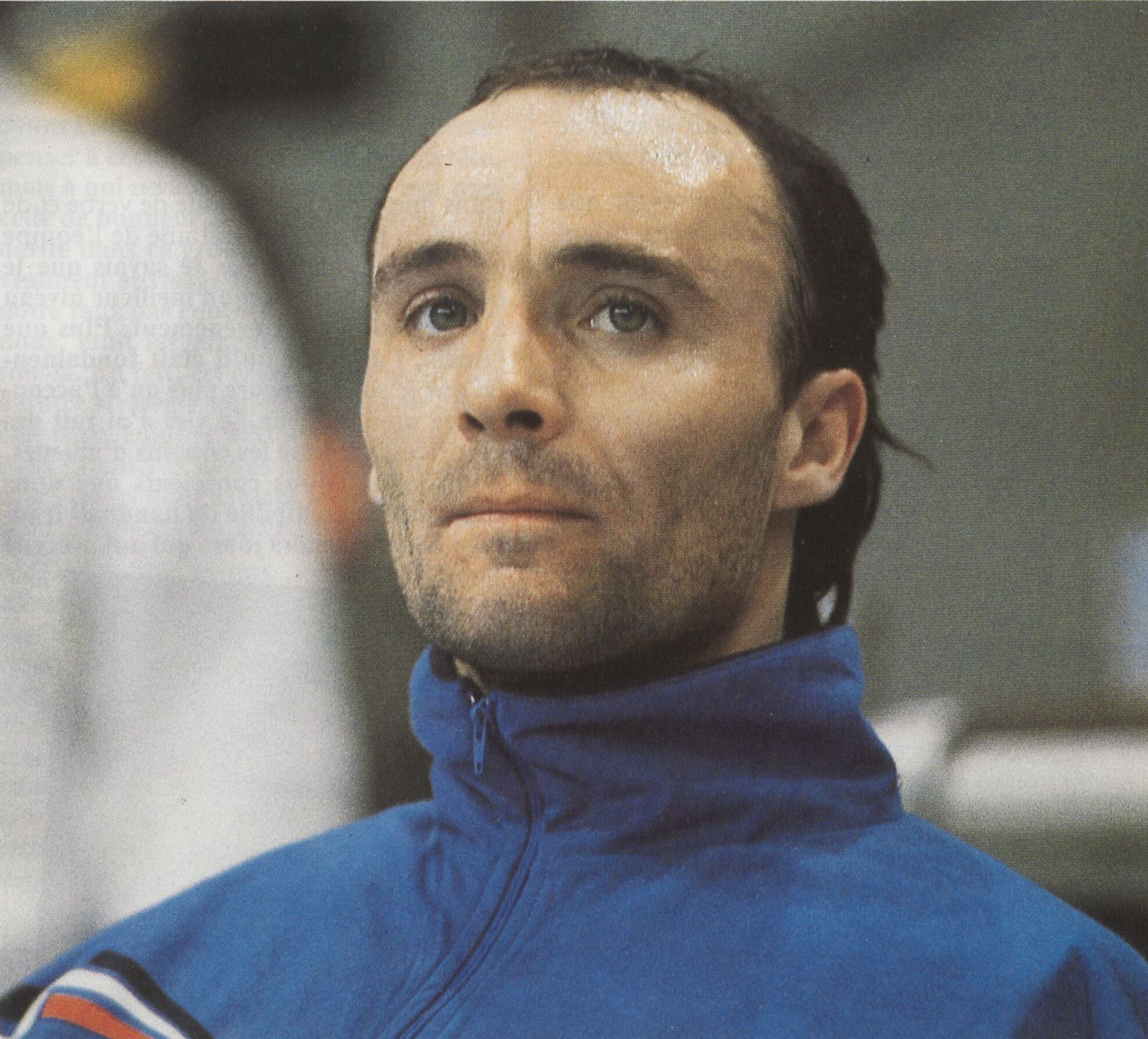
La gardien de but Philippe Médard a été l'un des précurseurs des Barjots.

En 1985, l'équipe de France est reléguée en division C après un Mondial B raté terminé à la 11e place. La même année, Jean Férignac devient Directeur technique national et nomme Daniel Costantini à la place de Jean Nita à la tête de l'équipe de France. Costantini prend alors en main cette équipe qui a besoin de transformer complètement les méthodes de travail jusque-là utilisées. Il déclare disposer de joueurs pouvant potentiellement intégrer le haut niveau mondial et qu'il faut simplement le temps et les moyens (très réduits jusqu'alors dans ce sport) adéquats au développement d'un collectif solide.
Avec l'aval de la fédération qui a vu ses espoirs de qualification automatique aux JO de 1992 s'envoler à la suite de leur attribution à Barcelone, il entreprend d'importantes modifications de la préparation avec notamment des séances physiques très exigeantes. Ainsi l'objectif de l'« Opération 89 » est de construire une équipe compétitive pour le Championnat du monde B 1989 organisé en France, y obtenir la qualification pour le Mondial A 1990 pour y décrocher une première qualification olympique.
Malgré les différends opposant Costantini et Férignac,, ce changement radical se fait sentir rapidement puisque la France remporte le Championnat du monde C 1986 mais termine ensuite huitième du Championnat du monde B 1987.
Un nouveau départ pour l'« Opération 89 » a lieu : une vingtaine de joueurs ont été passés au crible (une moitié est restée, l'autre a été remplacée par plusieurs espoirs), un premier entraîneur adjoint (Jean-Luc Pagès) a été nommé et pas moins de quatre-vingts matchs sont programmés du 14 septembre 1987 au 15 février 1989, date du début du Mondial B 89. Les Jeux méditerranéens à Lattaquié en Syrie sont la première étape et se conclut par une médaille d'argent après une défaite après prolongation en finale face à l'Algérie d'Aziz Derouaz.
Au Championnat du monde B 1989 organisé en France, les Bleus atteignent leur objectif en terminant cinquième, ce qui leur permet de se qualifier pour le championnat du monde 1990. Pour cette compétition, Daniel Costantini intègre notamment deux jeunes espoirs, Stéphane Stoecklin et Jackson Richardson qui sera d'ailleurs élu meilleur joueur de la compétition. Les Français remportent leur premier match du championnat du monde face à l'Algérie et accrochent des nations plus réputées comme la Hongrie ou la grande Roumanie. Grâce à un parcours honorable, la France se donne le droit de disputer un match historique pour la 9e place et une qualification aux Jeux olympiques de Barcelone face à l'Islande. Les Français vont se donner corps et âmes pour remporter ce match 29 à 23 et se qualifier pour le tournoi olympique. Daniel Costantini a réussi une partie de son pari d'emmener l'équipe de France aux Jeux olympiques.
Durant cette période, les résultats de la France ont été les suivants :
- 1986 : vainqueur au Championnat du monde C, accession au Championnat du monde B ;
- 1987 : 8e place au Championnat du monde B, maintien à ce niveau, non qualification aux Jeux olympiques de Séoul ;
- 1987 :  Médaille d'argent aux Jeux méditerranéens à Lattaquié en Syrie
- 1989 : 5e place au Championnat du monde B, qualification pour le championnat du monde A ;
- 1990 : 9e place au Championnat du monde A, qualification pour les Jeux olympiques de Barcelone.

### Les «Bronzés» (1992)

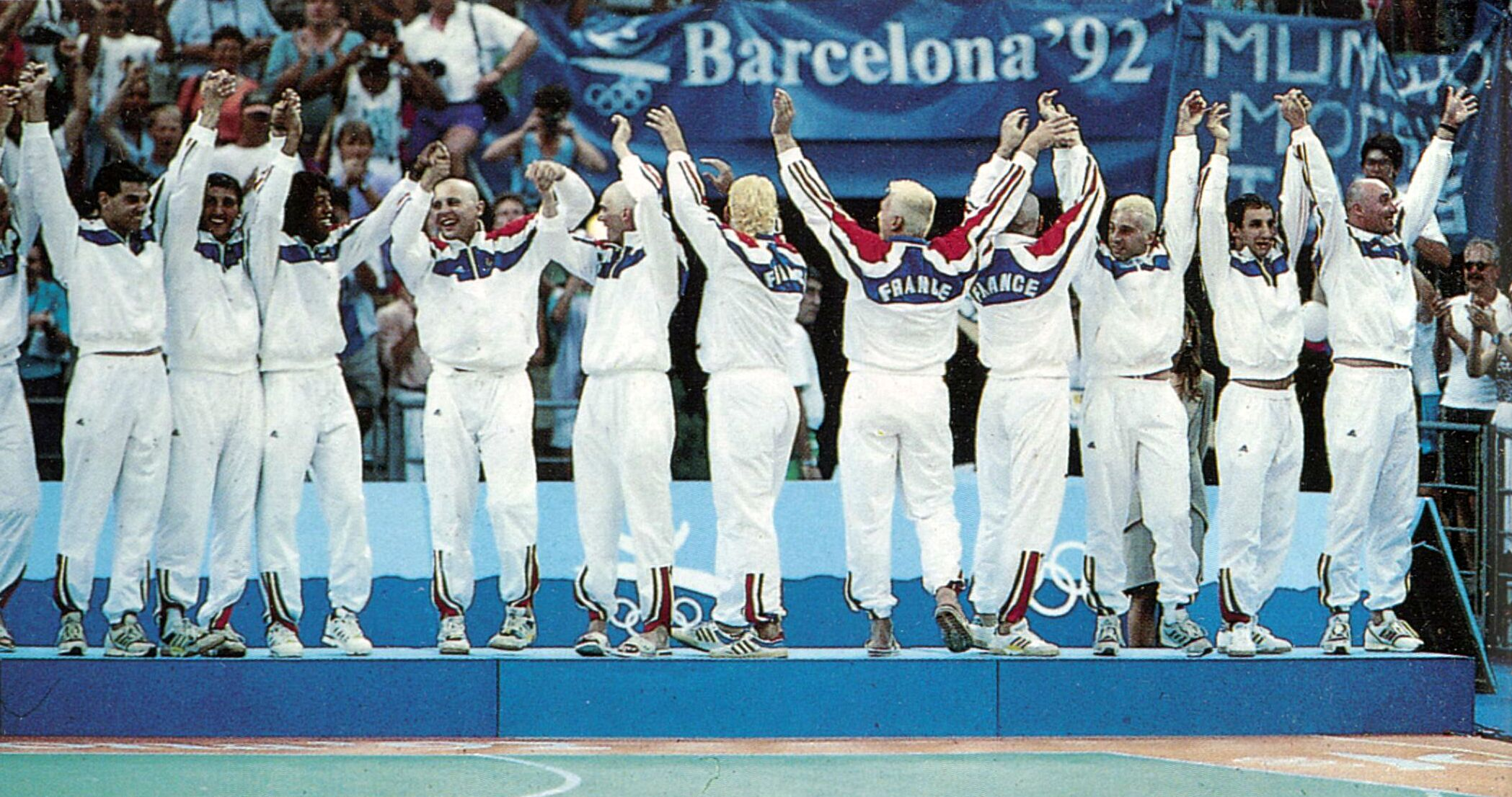
Les « Bronzés » sur le podium des Jeux olympiques de 1992.

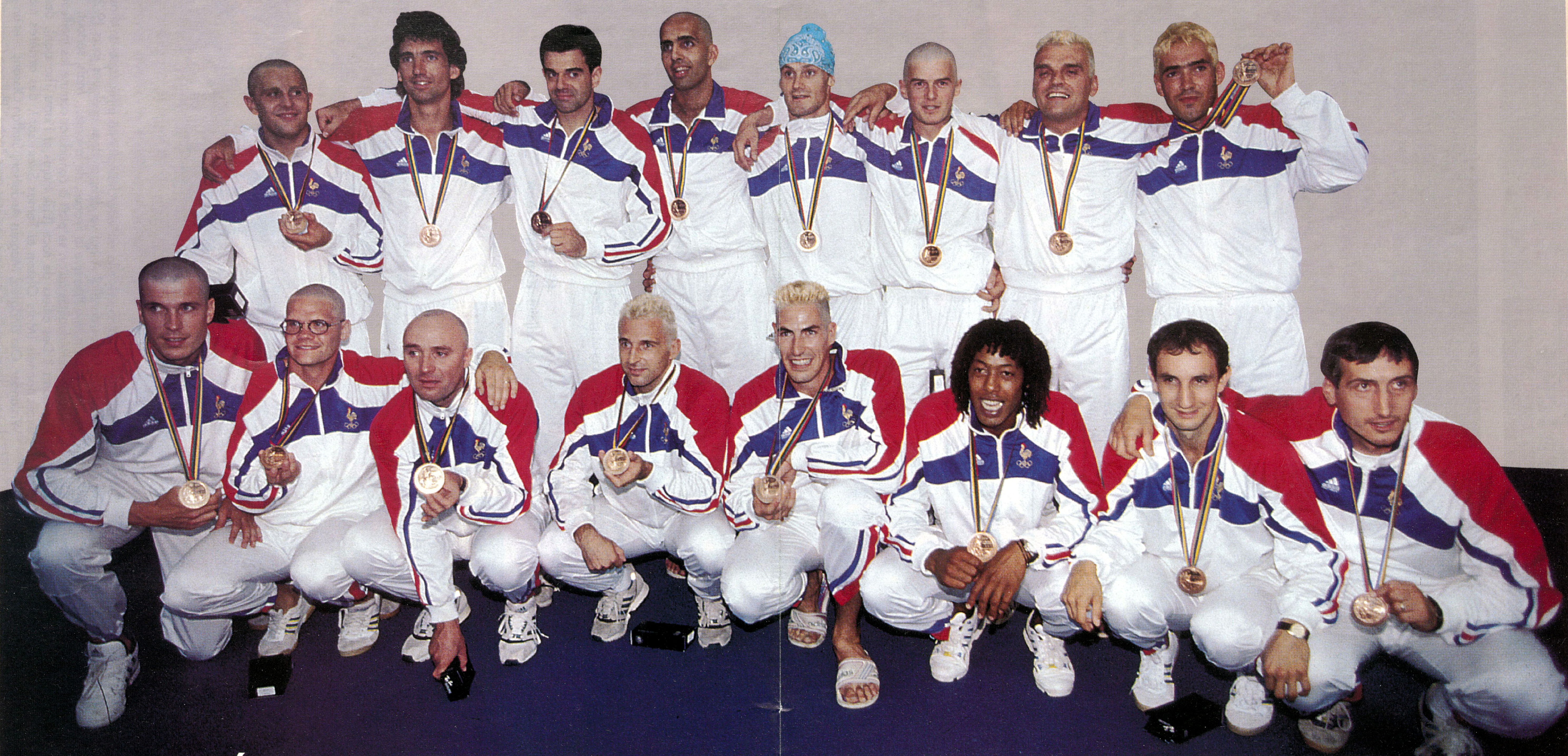
Les « Barjots » fiers de leur médaille de bronze.

Les « Bronzés » est, par analogie au film homonyme (1978) de Patrice Leconte figurant un groupe de vacanciers dilettantes persuadés de leurs capacités respectives, le surnom de l'équipe de France de handball qui a participé aux Jeux olympiques de Barcelone en 1992.
Avec une nouvelle fois une préparation longue et difficile la France arrive à Barcelone comme une nation en devenir mais encore en manque de résultat. Lors du premier match du tournoi olympique, la France affronte le pays hôte, l'Espagne, un des favoris de l'épreuve. Mais les Espagnols trop sûrs d'eux se font surprendre par des Français intraitables et sûrs de leurs forces. Les futurs Barjots remportent leur premier match olympique face à une nation majeure et démontrent enfin que le handball français s'installe parmi les meilleures nations de ces Jeux. Ils confirment par la suite en gagnant face à l'Allemagne, l'Égypte et la Roumanie. Les joueurs se distinguent en se teignant tous en blond une fois parvenus dans le dernier carré de la compétition olympique pour permettre de détendre l'atmosphère avant le match face à la grande Suède. Cela n'empêchera pas la défaite face à la meilleure équipe mondiale du moment
Cependant, ils parviennent à se remobiliser très vite pour la médaille de bronze glanée face à l'Islande. Les « Bronzés » ont donné à la France sa première médaille dans une compétition internationale de handball.
- 1992 :  médaille de bronze aux Jeux olympiques de Barcelone

Les « Bronzés » médaillés aux Jeux olympiques de Barcelone en 1992 sont : Philippe Médard, Pascal Mahé, Philippe Debureau, Denis Lathoud, Denis Tristant, Gaël Monthurel, Éric Quintin, Jean-Luc Thiébaut, Philippe Gardent, Thierry Perreux, Laurent Munier, Frédéric Perez, Jackson Richardson, Stéphane Stoecklin, Frédéric Volle, Alain Portes.

## Les «Barjots» (1993-1996)

### 1993: la première finale

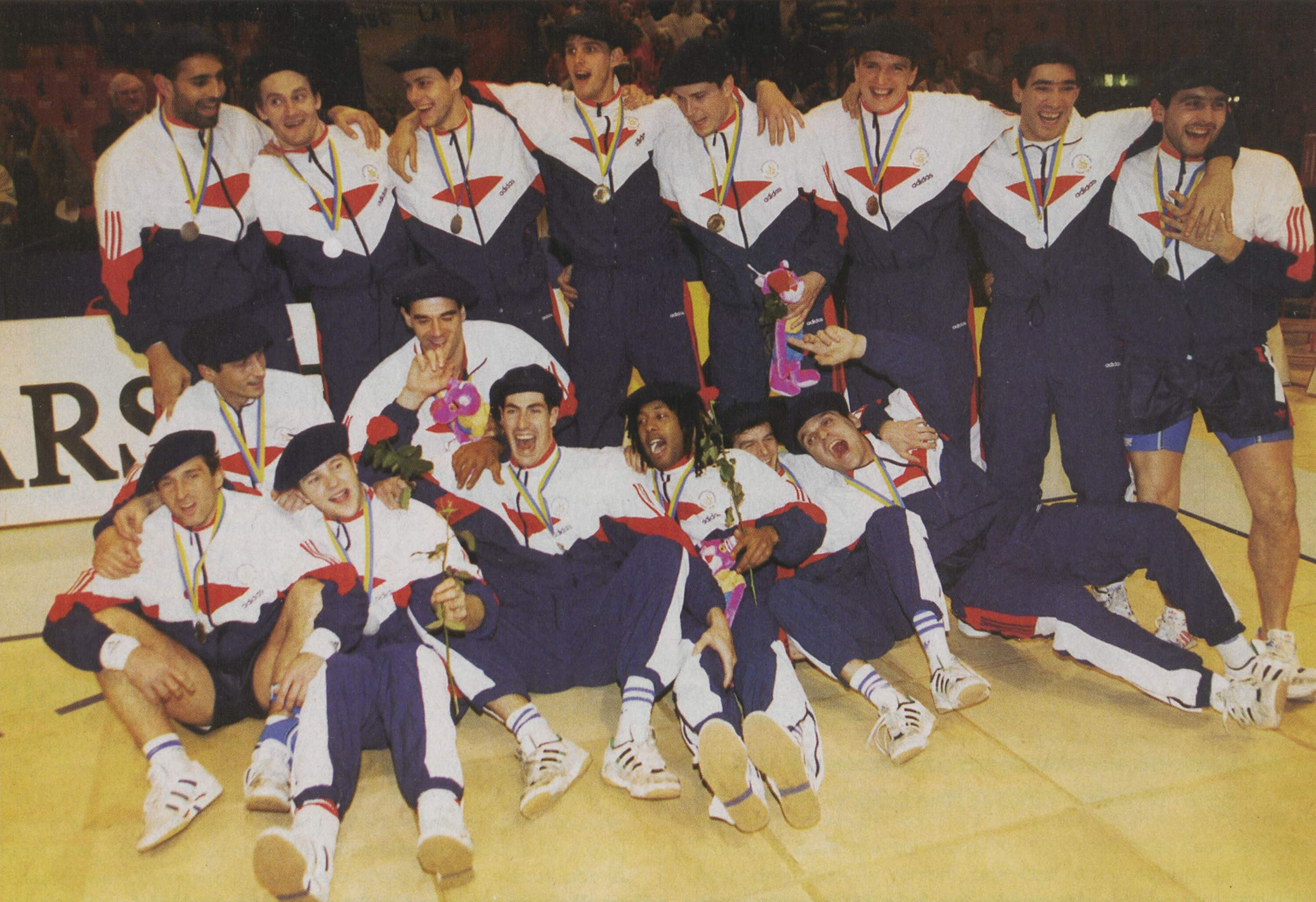
Les Français, heureux vice-champions du monde en 1993.

Lors du championnat du monde 1993 en Suède, sept mois après la médaille de bronze remportée aux Jeux olympiques de 1992, la France confirme qu'elle est devenue une nation majeure en disputant sa première finale mondiale, perdue face à la Russie 19-28. Lors du tour préliminaire, la France perd son premier match face à la Suisse, mais remporte les deux matchs suivants d'un petit but face à la Norvège puis la Roumanie et se qualifie dans la difficulté pour le tour principal. Les Bleus, beaucoup plus tranchants, y remportent leurs trois matchs face à l'Équipe unie de République tchèque et de Slovaquie puis l'Espagne (comme à Barcelone) et enfin l'Égypte. Bénéficiant de la défaite la Suisse face à l'Équipe unie de République tchèque et de Slovaquie, la France termine ainsi première de sa poule et se qualifie pour la finale. A noter que les Français ont eu la chance de tomber dans une poule nettement plus facile que le Groupe II qui a notamment regroupé les deux meilleurs nations mondiale (la Russie et la Suède) ainsi que l'Allemagne, l'Islande et le Danemark. En finale, les Bleus font illusion pendant quarante-deux minutes (16-16) avant de craquer physiquement par manque de rotation, évitant de peu la défaite de dix buts (18-29).

### Origine du surnom «Barjots»

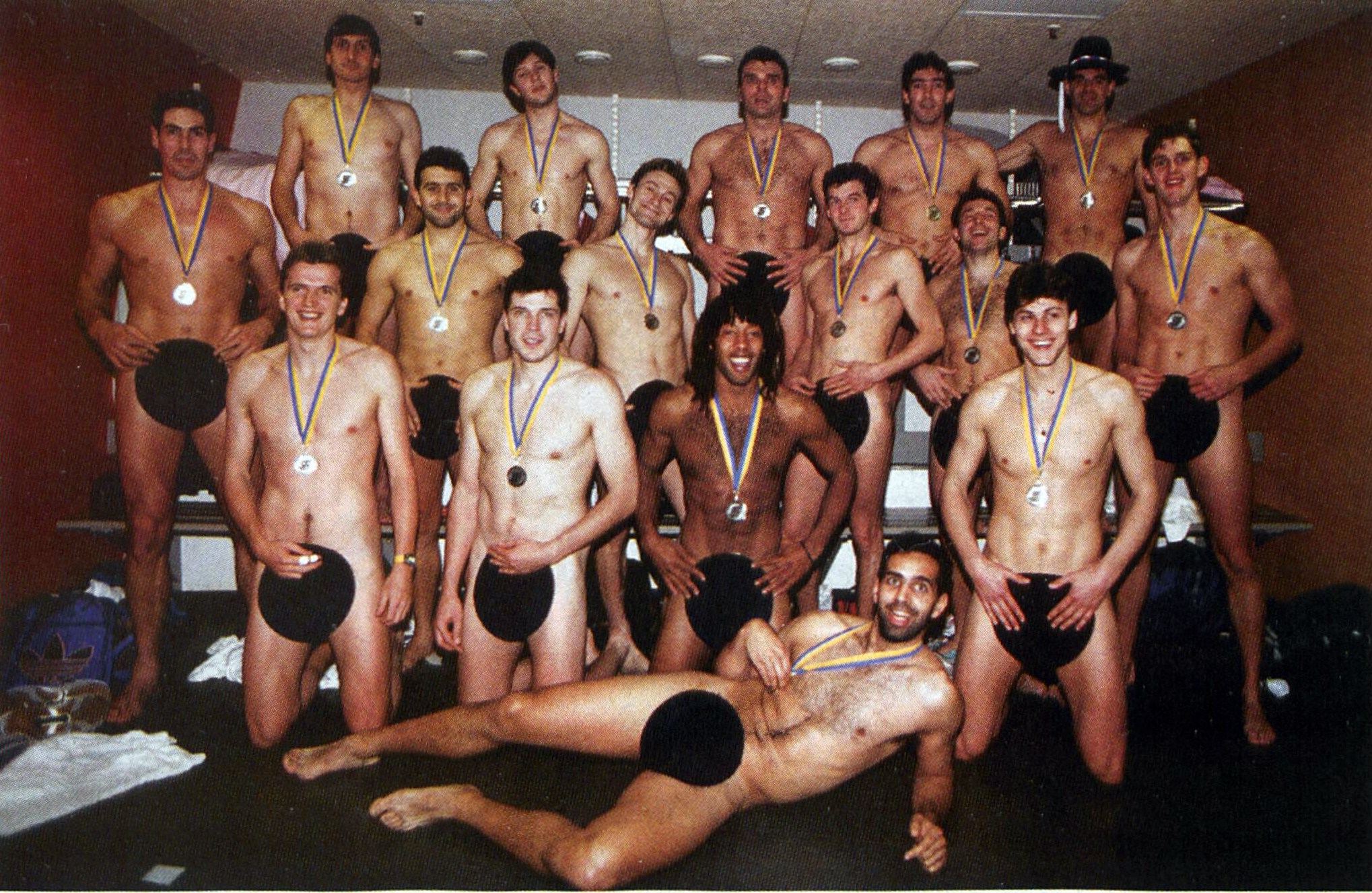
Les Barjots, nus et avec juste un béret comme cache-sexe, exhibent leur médaille de vice-champions du monde en 1993.

En mai 1993, dans une interview pour l'Équipe, la journaliste Anouk Corge demande aux joueurs comment ils se définissaient en un mot et Philippe Gardent lui a répondu : « nous sommes barjots ! »,. Le lendemain, la citation est à la Une du quotidien et rapidement la formule fait le tour de l'hexagone
Le surnom de « Barjots » est dû à l'état d'esprit général des joueurs qui abordaient les compétitions dans des conditions toujours particulières, perdant face à des équipes abordables pour ensuite enchaîner des matches nettement meilleurs face à de grosses équipes. Les joueurs avaient aussi l'habitude de célébrer des titres ou des médailles avec des coupes de cheveux très particulières à une époque où cela n'était pas courant. Ainsi, aux JO de Barcelone, l'équipe sort de l'anonymat pour sa médaille de bronze mais aussi parce que plusieurs joueurs se sont présentés teints en blond ou le crâne rasé pour jouer leur demi-finale.

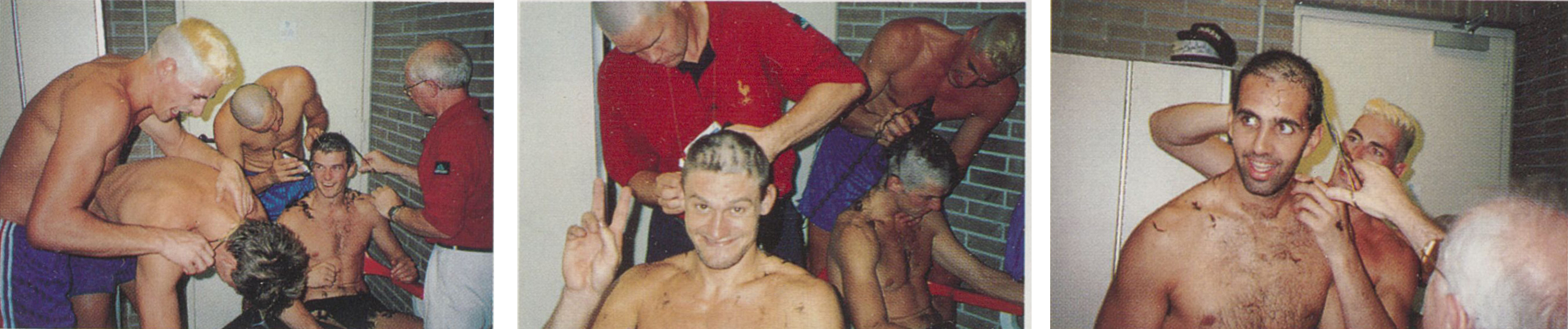
Plusieurs joueurs tels Frédéric Volle, Laurent Munier et Denis Lathoud se teignent les cheveux en blond ou se rasent le crâne avant leur demi-finale des JO de 1992.

D'autres pratiques telles que le bizutage pour les nouveaux étaient fréquentes. Cette équipe a pu démontrer que malgré un certain penchant pour la fête, il était possible de réaliser de grandes choses en gardant un état d'esprit d'amateur et de camaraderie au sein du groupe. La plupart des joueurs évoluant dans les mêmes clubs, l'équipe de France était pour eux l'occasion de se réunir et de s'amuser tout en faisant du handball.

### 1994: le premier titre
Lors des qualifications pour le premier Championnat d'Europe organisé en 1994 au Portugal, les Bleus terminent deuxième de leur groupe derrière l'Allemagne et doivent donc passer par un barrage face à la Pologne. Battu 19 à 23 à l'aller en Pologne, la France remporte nettement le match retour à Marseille (32-19) et se qualifie pour la compétition. Lors de l'Euro, les Bleus alterne le bon et le moins bon : victoire face à la Croatie (27-25), défaite d'un but face à la Roumanie (26-27), match nul face à l'Allemagne (21-21) et victoire face à la Biélorussie (32-29). Pour leur dernier match de poule, la France retrouve la Russie, déjà assurée de terminer première du groupe, mais les Bleus s'inclinent d'un but (17-18) et laisse la Croatie décrocher la seconde place qualificative pour les demi-finales. Dans un match sans grand enjeu, les Bleus s'inclinent face aux Espagnols (25-28) dans le match pour la 5e place et doivent ainsi se contenter de la sixième place.
Six semaines plus tard, la France participe aux Goodwill Games, organisés à Saint-Pétersbourg. Vainqueur de sa poule après des victoires face à la Corée du Sud et la Suède (qui a envoyé en équipe B), les Bleus s'imposent face à l'Espagne en demi-finale et retrouve en finale les Russes pour une revanche du Mondial 1993. La France sort victorieux 22-20 de la confrontation et remporte ainsi son premier titre international.

### 1995: la consécration mondiale

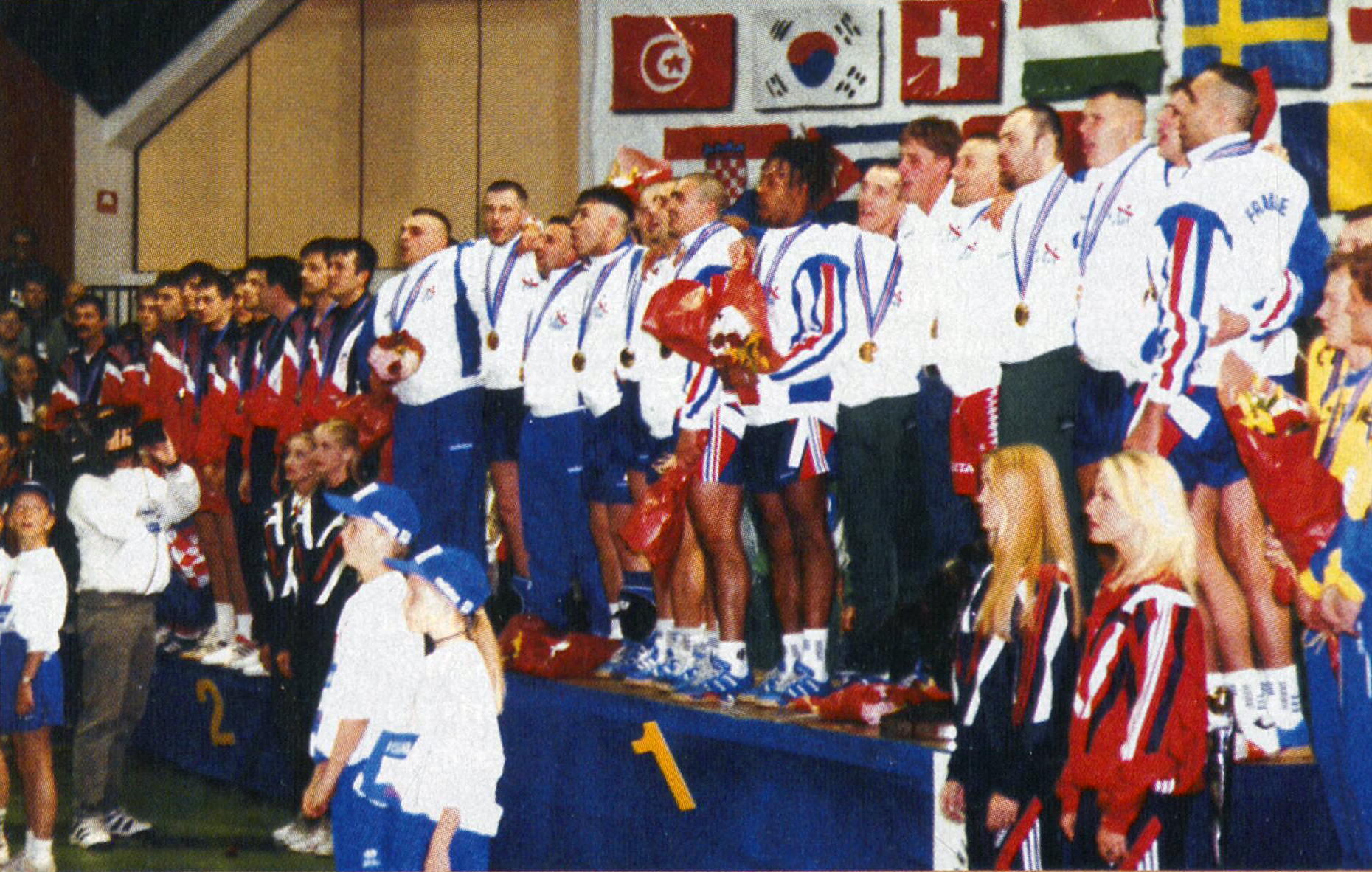
Les Français sont champions du monde 1995.

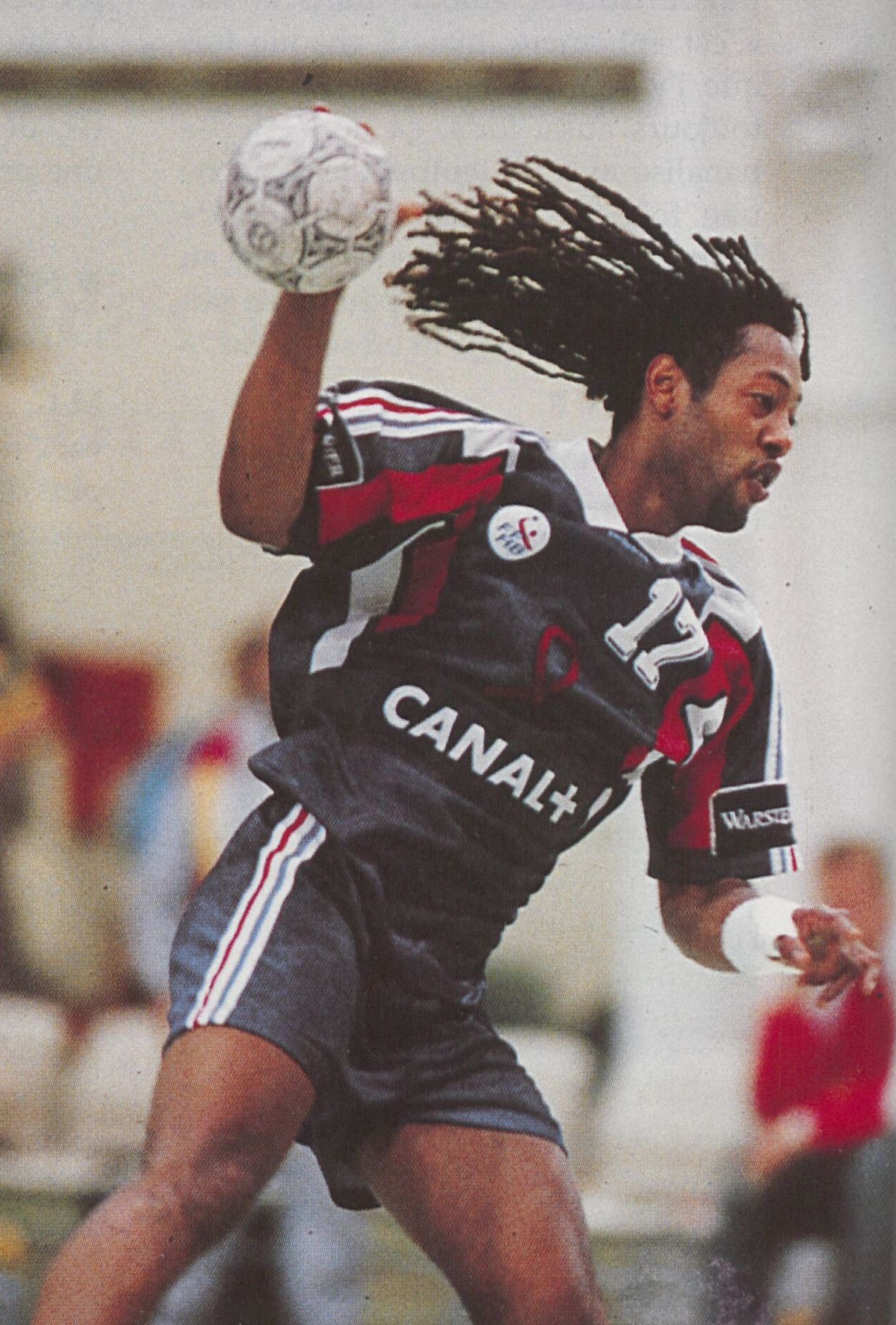
Jackson Richardson sous le maillot de l'équipe de France en 1995.

La consécration viendra au Mondial 1995 en Islande. Le premier tour, marqué par des défaites contre la Roumanie (22-23) et l’Allemagne (22-23), a usé prématurément le groupe marqué par les tensions et les engueulades, une certaine scission s'opérant entre les Marseillais (joueurs ou anciens joueurs de l'OM Vitrolles) et les Parisiens (joueurs du PSG-Asnières ou de l'US Créteil). Plusieurs fois, la rupture est proche et les Français se croient trop beaux. Après avoir rejoint Akureyri pour disputer leur huitième de finale face à l'Espagne, sérieux candidat au podium final, Denis Lathoud provoque à l'issue du déjeuner une réunion de crise entre joueur, sans Costantini : la « réunion d'Akureyri ». C'est entre hommes et les yeux dans les yeux que les Tricolores lavent leur linge sale, chacun y allant de ses suggestions ou de ses critiques. Ils parlent également d'entraide, de cohésion, d'humilité mais aussi d'ambition. « II fallait un électro-choc. Si le groupe n'avait pas été fort mentalement et psychologiquement, cette réunion aurait pu tout faire péter. II s'est, heureusement, montré fort... »
On ne saura jamais très exactement ce qui s'est dit, ce mardi 16 mai 1995, dans un coin perdu du Nord de l'Islande. Toujours est-il que Lathoud provoque alors une réunion de crise devenue célèbre, qui fait prendre conscience à tous que le titre est à leur portée. Quelques heures plus tard, c'est une équipe de France métamorphosée qui fait son entrée dans l'Iprottaholin d'Akureyri. Un groupe méconnaissable parce qu'enfin soudé. Douze joueurs qui ne font plus qu'un durant la Marseillaise (« ce bras-dessus, bras-dessous s'est fait naturellement, rien n'était prévu ») avant de manger tout crus des Espagnols jusqu'alors invaincus et bien décidés à prendre leur revanche sur des Français qui les avaient humiliés sur leur sol, aux Jeux de Barcelone, en 1992. L'illustration de changement d'état d'esprit dans le camp français est la réaction de l'équipe lorsque Jackson Richardson tombe sur le banc espagnol et quelqu'un lui met un coup de pied : en quatre secondes, toute l'équipe arrive, Munier descend des tribunes et un début de bagarre générale se produit. Tous les Espagnols reculent derrière leur banc tandis que les Français montrent leur cohésion et leur abnégation,. Finalement, les Français s'imposent facilement après avoir mené tout le match. Les deux meilleurs buteurs sont les novices Guéric Kervadec (6 buts) Grégory Anquetil (5 buts) qui ont parfaitement pris le relai des « anciens » Philippe Gardent et Thierry Perreux, relégués en tribunes par Costantini. En quart de finale, la Suisse vole en éclats (15-7 à la mi-temps, 28-18 score final) puis en demi-finale, l'Allemagne ne peut pas arrêter cette fois les Bleus (22-20)
En finale, les Français prennent rapidement 5 buts d'avance (8-3) et conservent cette avance grâce à Delattre qui sort deux parades consécutives dans les 5 dernières minutes, ce qui permet à la France de conclure la mi-temps sur le score de 11 à 6. En face, les Croates marquent principalement en situation de contre-attaque. Le début de la mi-temps semble sourire aux Croates qui réduisent le score (11-8, 13-10). La tension est palpable mais les Bleus reprennent leur course en avant, maintenant l'écart entre +4 et +6 (16-10, 16-12, 18-14, 20-14, 22-16, 22-18). Monthurel, qui n'avait pas joué une seule seconde de la rencontre, entre à 10 minutes de la fin et réalise un 3/3 au tir qui scelle la victoire française 23 à 19 sur un dernier but en pleine lucarne de Lathoud qui lui permet d'improviser une danse : la France remporte ainsi son premier titre mondial et marque l'aboutissement d'un travail débuté 10 ans plus tôt par Daniel Costantini alors que la France venait d'être reléguée en championnat du monde C après un mondial B raté en terminant 11e. Ce premier titre mondial en handball est également le premier remporté par une équipe de France dans un sport collectif.

### 1996: la fin décevante des Barjots

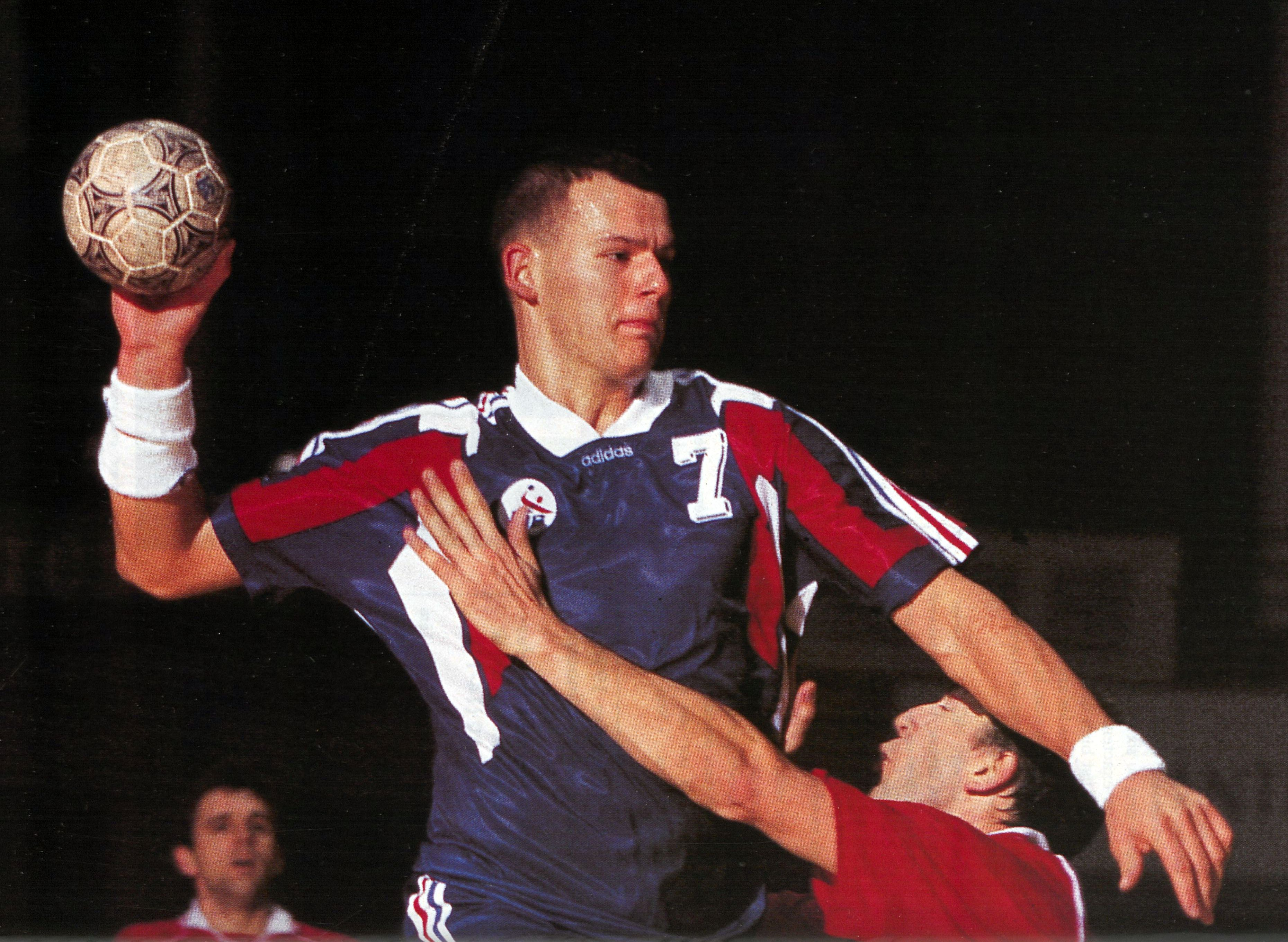
Le pivot Guéric Kervadec en 1996.

L'année 1996 commence par la Coupe du monde 1996 (de) en Suède. Toutefois seuls six champions du monde participent à la compétition à cause de forfaits en cascade (Mahé, Lathoud, Wiltberger) et de la volonté de préserver les chances de l'OM Vitrolles en Coupe d'Europe face au Teka Santander en quart de finale de la Coupe des coupes. En dépit de toutes ces absences, la France réalise un beau parcours avec trois victoires pour deux défaites face à la Suède et la Russie, synonyme de troisième place. Stéphane Stoecklin et Stéphane Joulin sont retenus dans l'équipe-type de la compétition.
Auparavant, la France doit passer à l'automne 1995 par les qualifications du Championnat d'Europe 1996. Placée dans la poule C, elle remporte ses trois matchs à domicile mais perd ses trois matchs à l'extérieur, notamment face à la Belgique. C'est d'ailleurs à la mi-temps de ce match, dans les vestiaires, qu'Éric Quintin donne un coup de tête à son coéquipier Philippe Schaaf. Après la mise à l'écart de Philippe Gardent et Thierry Perreux lors du Championnat du monde 1995, Éric Quintin, suspendu pendant un an par la Fédération française de handball, est le troisième Barjot à être contraint de quitter l'équipe de France. Néanmoins, la France termine deuxième de sa poule et obtient ainsi l'une des deux places qualificatives.
Lors du Championnat d'Europe disputé fin mai 1996 en Espagne, les Bleus terminent quatrième de leur groupe après deux défaites face à la République tchèque puis face à la Suède. La France joue alors un match pour la 7e place face à l'Allemagne, remporté 24 à 21.
Néanmoins, ce sont bien les Jeux olympiques d'Atlanta qui ont vocation à être l'apothéose de cette génération. La phase de poule débute face à l'Espagne de Dujshebaev, vice-champion d'Europe deux mois plus tôt. Les Bleus s'imposent 27-25 et lancent parfaitement leur compétition. Suivent deux victoires faciles face à l'Algérie (33-22) et au Brésil (37-23), tandis que la victoire face à l'Égypte 25 à 20 assure aux Bleus la première place du groupe et la qualification en demi-finale. La défaite 23 à 24 face à l'Allemagne est ainsi sans conséquence sportive.
La demi-finale est une belle de la finale du Mondial 1995 entre la France et la Croatie. Assoiffés de revanche, les Croates prennent rapidement l'avantage et atteignent la mi-temps avec une avance de 4 buts que les Français ne parviendront jamais à combler (24-20). C'est un échec cuisant pour les Français de Costantini qui voyaient l'or olympique comme l'apothéose d'années de travail. Mais « l'âme des Barjots n'était plus là », comme l'exprime Frédéric Volle et les dissensions internes se révèlent au grand jour au point que plusieurs joueurs, pétris de déception ne veulent même plus se battre pour la médaille de bronze, face à l'Espagne. Si les Espagnols doivent s'employer pour atteindre la mi-temps avec un but d'avance (13-12), ils prennent jusqu'à sept longueurs d'avance au milieu de la seconde mi-temps (23-16, 47e). À l'orgueil, les Français parviennent malgré tout à un but à trente secondes de la fin, mais l'Espagne marque un nouveau but pour finalement s'imposer 27 à 25. La France termine au pied du podium et les distinctions de Stéphane Stoecklin (élu meilleur arrière droit et 2e meilleur buteur)
de Frédéric Volle (élu meilleur arrière gauche et 3e meilleur buteur) ne comblent pas ce résultat amer.
C'est la fin d'une époque,, et plusieurs Barjots comme Frédéric Volle, Denis Lathoud, Gaël Monthurel et Pascal Mahé sont contraints de mettre un terme à leur carrière internationale : les Barjots ne sont plus.

## Bilan sportif

### Récompenses

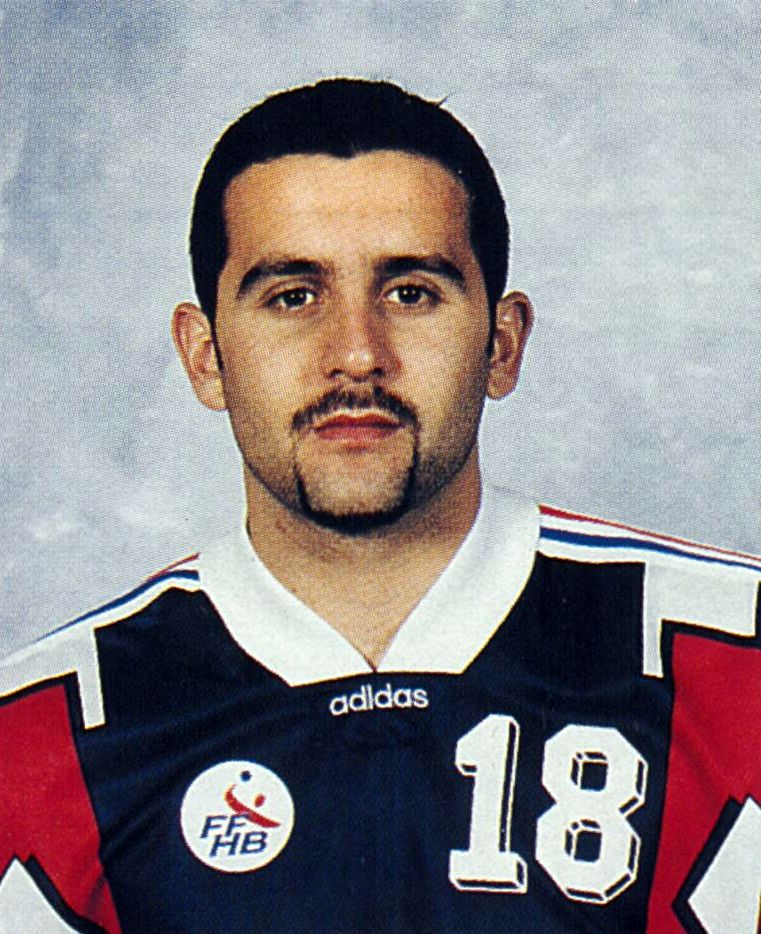
Stéphane Stoecklin en 1996.

Au cours de cette période, plusieurs joueurs de l'équipe de France ont été honorés à titre individuel :
- Denis Lathoud : élu meilleur arrière gauche des Jeux olympiques de 1992
- Jackson Richardson : élu meilleur handballeur mondial de l'année en 1995, élu meilleur joueur et meilleur demi-centre du championnat du monde 1995
- Stéphane Stoecklin : élu meilleur arrière droit de la Coupe du monde 1996 et des Jeux olympiques de 1996
- Stéphane Joulin : élu meilleur ailier droit de la Coupe du monde 1996
- Frédéric Volle : élu meilleur arrière gauche des Jeux olympiques de 1996

Daniel Costantini et l'équipe de France de 1995 ont été honorés Gloire du sport, respectivement en 2011 et en 2015.

### Parcours en compétitions internationales
| Nom                    | Poste          | JO92                                | CM93                     | CE94 | GG94          | CM95                 | CE96 | JO96 |
| ---------------------- | -------------- | ----------------------------------- | ------------------------ | ---- | ------------- | -------------------- | ---- | ---- |
| Daniel Costantini      | Sélectionneur  | Médaille de bronze, Jeux olympiques | Médaille d'argent, monde | 6e   | Médaille d'or | Médaille d'or, monde | 7e   | 4e   |
| Philippe Debureau      | Arrière droit  | Médaille de bronze, Jeux olympiques |                          |      |               |                      |      |      |
| Philippe Médard        | Gardien de but | Médaille de bronze, Jeux olympiques |                          |      |               |                      |      |      |
| Alain Portes           | Ailier gauche  | Médaille de bronze, Jeux olympiques |                          |      |               |                      |      |      |
| Denis Tristant         | Arrière droit  | Médaille de bronze, Jeux olympiques |                          |      |               |                      |      |      |
| Frédéric Perez         | Gardien de but | Médaille de bronze, Jeux olympiques | Médaille d'argent, monde |      |               |                      |      |      |
| Jean-Luc Thiébaut      | Gardien de but | Médaille de bronze, Jeux olympiques | Médaille d'argent, monde |      |               |                      |      |      |
| Philippe Gardent       | Pivot          | Médaille de bronze, Jeux olympiques | Médaille d'argent, monde | 6e   | Médaille d'or | Médaille d'or, monde |      |      |
| Laurent Munier         | Demi-centre    | Médaille de bronze, Jeux olympiques | Médaille d'argent, monde | 6e   |               | Médaille d'or, monde |      |      |
| Thierry Perreux        | Ailier droit   | Médaille de bronze, Jeux olympiques | Médaille d'argent, monde | 6e   | Médaille d'or | Médaille d'or, monde |      |      |
| Éric Quintin           | Ailier gauche  | Médaille de bronze, Jeux olympiques | Médaille d'argent, monde | 6e   | Médaille d'or | Médaille d'or, monde |      |      |
| Frédéric Volle         | Arrière gauche | Médaille de bronze, Jeux olympiques | Médaille d'argent, monde | 6e   |               | Médaille d'or, monde |      | 4e   |
| Denis Lathoud          | Arrière gauche | Médaille de bronze, Jeux olympiques | Médaille d'argent, monde |      | Médaille d'or | Médaille d'or, monde | 7e   | 4e   |
| Pascal Mahé            | Défenseur      | Médaille de bronze, Jeux olympiques | Médaille d'argent, monde |      |               | Médaille d'or, monde | 7e   | 4e   |
| Gaël Monthurel         | Pivot          | Médaille de bronze, Jeux olympiques | Médaille d'argent, monde | 6e   | Médaille d'or | Médaille d'or, monde | 7e   | 4e   |
| Stéphane Stoecklin     | Arrière droit  | Médaille de bronze, Jeux olympiques | Médaille d'argent, monde | 6e   | Médaille d'or | Médaille d'or, monde | 7e   | 4e   |
| Jackson Richardson     | Demi-centre    | Médaille de bronze, Jeux olympiques | Médaille d'argent, monde | 6e   | Médaille d'or | Médaille d'or, monde | 7e   | 4e   |
| Christian Gaudin       | Gardien de but |                                     | Médaille d'argent, monde | 6e   | Médaille d'or | Médaille d'or, monde | 7e   | 4e   |
| Patrick Lepetit        | Demi-centre    |                                     | Médaille d'argent, monde | 6e   | Médaille d'or |                      |      |      |
| Philippe Schaaf        | Arrière droit  |                                     | Médaille d'argent, monde | 6e   | Médaille d'or |                      | 7e   | 4e   |
| Philippe Julia         | Ailier droit   |                                     | Médaille d'argent, monde |      |               |                      |      |      |
| Yohann Delattre        | Gardien de but |                                     |                          | 6e   |               | Médaille d'or, monde |      | 4e   |
| Bruno Martini          | Gardien de but |                                     |                          | 6e   | Médaille d'or | Médaille d'or, monde | 7e   | 4e   |
| Marc Wiltberger        | Arrière gauche |                                     |                          | 6e   |               |                      | 7e   |      |
| François-Xavier Houlet | Demi-centre    |                                     |                          | 6e   | Médaille d'or |                      |      |      |
| Guéric Kervadec        | Pivot          |                                     |                          | 6e   | Médaille d'or | Médaille d'or, monde | 7e   | 4e   |
| Grégory Anquetil       | Ailier droit   |                                     |                          |      |               | Médaille d'or, monde | 7e   | 4e   |
| Patrick Cazal          | Arrière droit  |                                     |                          |      |               | Médaille d'or, monde |      |      |
| Stéphane Cordinier     | Ailier gauche  |                                     |                          |      |               |                      | 7e   | 4e   |
| Stéphane Joulin        | Ailier droit   |                                     |                          |      |               |                      | 7e   | 4e   |
| Franck Maurice         | Ailier gauche  |                                     |                          |      |               |                      | 7e   |      |
| Raoul Prandi           | Demi-centre    |                                     |                          |      |               |                      | 7e   | 4e   |
| Éric Amalou            | Ailier gauche  |                                     |                          |      |               |                      |      | 4e   |